# Eumicremma pennula
Eumicremma pennula är en fjärilsart som beskrevs av Felder 1874. Eumicremma pennula ingår i släktet Eumicremma och familjen nattflyn. Inga underarter finns listade i Catalogue of Life.